# Niphetogryllacris dravida
Niphetogryllacris dravida är en insektsart som först beskrevs av Heinrich Hugo Karny 1929.  Niphetogryllacris dravida ingår i släktet Niphetogryllacris och familjen Gryllacrididae. Inga underarter finns listade i Catalogue of Life.